# Marknesse
Marknesse – miejscowość w Holandii, w prowincji Flevoland. Druga co do wielkości i najstarsza po Emmeloord miejscowość gminy Noordoostpolder. Założona w 1946 roku.